# Río Cabra (Teruel)
El río Cabra es un afluente del río Martín, y este a su vez del Ebro por su margen derecha. Discurre por la provincia de Teruel (Aragón, España).

## Geografía
Nace al este de la Sierra de San Just, en el término municipal de Castel de Cabra (comarca de Cuencas Mineras), al confluir los ríos del Hurón y Cañapereras. En su primer tramo, atraviesa la sierra, llegando al municipio de Torres de las Arcas . Después forma una profunda hoz a lo largo de más de 9 kilómetros, desembocando a continuación en el río Martín en la localidad de Obón .
La práctica totalidad de su curso está emplazado en el Parque Cultural del Río Martín. Las pinturas rupestres constituyen el principal lazo de unión, si bien el parque alberga diversos yacimientos paleontológicos y arqueológicos. Creado en 1995, tiene una extensión aproximada de 160 km². El conjunto rupestre fue declarado Patrimonio de la Humanidad por la UNESCO en 1998.